# Cloudbusting
Cloudbusting – singel brytyjskiej wokalistki Kate Bush wydany w 1985 roku.

## O singlu
Był to drugi singel z albumu Hounds of Love. Piosenka odwołuje się do życia i działalności austriacko-amerykańskiego psychiatry Wilhelma Reicha. Została oparta na książce A Book of Dreams, wydanej w 1973 roku przez jego syna, Petera.
Do utworu został nakręcony teledysk, który przedstawia aresztowanie Wilhelma Reicha, obserwowane z perspektywy jego syna. Pokazuje także działanie urządzenia do manipulowania pogodą skonstruowanego przez Reicha, zwanego Cloudbuster. W rolę naukowca wcielił się kanadyjski aktor Donald Sutherland, natomiast postać syna odgrywa Kate Bush.
Singel dotarł do 20. miejsca na brytyjskiej liście UK Singles Chart.